# Воїслав Станкович
Воїслав Станкович (серб. Војислав Станковић; нар. 22 вересня 1987, Вранє, СФРЮ) — сербський футболіст, захисник сербського футбольного клубу «Телеоптик». Виступав за збірну Сербії з футболу.

## Кар'єра

### Клубна
Вихованець клубу «Динамо» з Вранє. Грав за цю команду до 2008 року, виступаючи в молодіжній першості, потім перейшов до ОФК з Белграду і провів в його складі 25 зустрічей. Грає за «гробарів» з 2009 року.
У матчі четвертого кваліфікаційного раунду ліги чемпіонів 2010/11 проти «Андерлехту» вийшов на заміну на 82-й хвилині, а в серії пенальті реалізував 11-метровий удар, що принесло перемогу сербам і вихід в груповий етап.
2 лютого 2015 року перейшов до азербайджанського «Інтеру», підписавши контракт на 2 роки.
У тому ж році пішов в річну оренду в «Габалу», яка викупила гравця по закінченню орендного терміну. Грав за клуб до 2019 року, зіграв 92 матчі і відзначився одним голом у ворота «Кешлі». У складі команди виграв Кубок Азербайджану 2018/19.
У 2019 році перейшов до столичного «Нефтчі», за який дебютував 19 серпня у матчі проти «Сабаха». Разом з командою переміг у чемпіонаті Азербайджану 2020/21, обійшовши «Карабах» на 2 очка.
У серпні 2024 року клуб «Телеоптик» підписав контракт зі Станковичем.

### У збірній
Зіграв єдиний матч за збірну проти Японії 7 квітня 2010 року.

## Клубна статистика
| Клуб                | Сезон            | Ліга                         | Ліга  | Ліга | Національний Кубок | Національний Кубок | Континентальний | Континентальний | Інші  | Інші | Всього | Всього |
| Клуб                | Сезон            | Дивізіон                     | Матчі | Голи | Матчі              | Голи               | Матчі           | Голи            | Матчі | Голи | Матчі  | Голи   |
| ------------------- | ---------------- | ---------------------------- | ----- | ---- | ------------------ | ------------------ | --------------- | --------------- | ----- | ---- | ------ | ------ |
| Динамо Вранє        | 2006–07          | Сербська Перша ліга          | 22    | 0    | –                  | –                  | –               | –               | –     | –    | 22     | 0      |
| Динамо Вранє        | 2007–08          | Serbian League East          | 19    | 0    | –                  | –                  | –               | –               | –     | –    | 19     | 0      |
| Динамо Вранє        | 2008–09          | Сербська Перша ліга          | 17    | 0    |                    |                    | –               | –               | –     | –    | 17     | 0      |
| Динамо Вранє        | Всього           | Всього                       | 58    | 0    |                    |                    | -               | -               | -     | -    | 58     | 0      |
| ОФК Белград         | 2008–09          | Сербська СуперЛіга           | 10    | 0    |                    |                    | 0               | 0               | –     | –    | 10     | 0      |
| ОФК Белград         | 2009–10          | Сербська СуперЛіга           | 15    | 0    |                    |                    | –               | –               | –     | –    | 15     | 0      |
| ОФК Белград         | Всього           | Всього                       | 25    | 0    |                    |                    | -               | -               | -     | -    | 25     | 0      |
| Партизан            | 2009–10          | Сербська СуперЛіга           | 10    | 0    | 1                  | 0                  | 0               | 0               | –     | –    | 11     | 0      |
| Партизан            | 2010–11          | Сербська СуперЛіга           | 8     | 0    | 1                  | 0                  | 5               | 0               | –     | –    | 14     | 0      |
| Партизан            | 2011–12          | Сербська СуперЛіга           | 4     | 0    | 2                  | 0                  | 1               | 0               | –     | –    | 7      | 0      |
| Партизан            | 2012–13          | Сербська СуперЛіга           | 7     | 0    | 2                  | 0                  | 0               | 0               | –     | –    | 9      | 0      |
| Партизан            | 2013–14          | Сербська СуперЛіга           | 25    | 1    | 3                  | 0                  | 4               | 0               | –     | –    | 32     | 1      |
| Партизан            | 2014–15          | Сербська СуперЛіга           | 15    | 0    | 3                  | 0                  | 12              | 0               | –     | –    | 30     | 0      |
| Партизан            | Всього           | Всього                       | 69    | 1    | 12                 | 0                  | 22              | 0               | -     | -    | 103    | 1      |
| Інтер /„Кешла“ Баку | 2014–15          | Азербайджанська Прем'єр-ліга | 12    | 1    | 4                  | 0                  | 0               | 0               | –     | –    | 16     | 1      |
| Інтер /„Кешла“ Баку | 2015–16          | Азербайджанська Прем'єр-ліга | 0     | 0    | 0                  | 0                  | 0               | 0               | –     | –    | 0      | 0      |
| Інтер /„Кешла“ Баку | 2016–17          | Азербайджанська Прем'єр-ліга | 0     | 0    | 0                  | 0                  | 0               | 0               | –     | –    | 0      | 0      |
| Інтер /„Кешла“ Баку | Всього           | Всього                       | 12    | 1    | 4                  | 0                  | 0               | 0               | -     | -    | 16     | 1      |
| Габала (позика)     | 2015–16          | Азербайджанська Прем'єр-ліга | 24    | 0    | 4                  | 0                  | 11              | 0               | –     | –    | 39     | 0      |
| Габала (позика)     | 2016–17          | Азербайджанська Прем'єр-ліга | 11    | 0    | 3                  | 1                  | 13              | 1               | –     | –    | 27     | 2      |
| Габала (позика)     | Всього           | Всього                       | 35    | 0    | 7                  | 1                  | 24              | 1               | -     | -    | 66     | 2      |
| Габала              | 2016–17          | Азербайджанська Прем'єр-ліга | 12    | 0    | 3                  | 0                  | 0               | 0               | –     | –    | 15     | 0      |
| Габала              | 2017–18          | Азербайджанська Прем'єр-ліга | 20    | 0    | 5                  | 0                  | 4               | 0               | –     | –    | 29     | 0      |
| Габала              | 2018–19          | 24                           | 1     | 5    | 0                  | 1                  | 0               | –               | –     | 30   | 1      |        |
| Всього              | Всього           | 57                           | 1     | 14   | 0                  | 5                  | 0               | -               | -     | 76   | 1      |        |
| Нефтчі              | 2019–20          | Азербайджанська Прем'єр-ліга | 16    | 0    | 2                  | 0                  | 4               | 0               | –     | –    | 22     | 0      |
| Нефтчі              | 2020–21          | Азербайджанська Прем'єр-ліга | 27    | 3    | 2                  | 0                  | 2               | 0               | –     | –    | 31     | 3      |
| Нефтчі              | 2021–22          | Азербайджанська Прем'єр-ліга | 25    | 2    | 3                  | 1                  | 8               | 0               | –     | –    | 36     | 3      |
| Нефтчі              | 2022–23          | Азербайджанська Прем'єр-ліга | 29    | 2    | 4                  | 0                  | 4               | 0               | –     | –    | 37     | 2      |
| Нефтчі              | Всього           | Всього                       | 97    | 7    | 11                 | 1                  | 18              | 0               | -     | -    | 126    | 8      |
| Железнічар          | 2023–24          | Суперліга (Сербія)           | 36    | 2    | 2                  | 0                  | –               | –               | –     | –    | 38     | 2      |
| Железнічар          | 2024–25          | Суперліга (Сербія)           | 0     | 0    | –                  | –                  | –               | –               | –     | –    | 0      | 0      |
|                     | Всього           | Всього                       | 36    | 2    | 2                  | 0                  | –               | –               | –     | –    | 38     | 2      |
| Телеоптик           | 2024–25          | Сербська ліга Белград        | 0     | 0    | –                  | –                  | –               | –               | –     | –    | 0      | 0      |
| Разом за кар'єру    | Разом за кар'єру | Разом за кар'єру             | 389   | 12   | 50                 | 2                  | 69              | 1               | -     | -    | 508    | 15     |

## Міжнародна статистика
| Збірна Сербії | Збірна Сербії | Збірна Сербії |
| Рік           | Матчі         | Голи          |
| ------------- | ------------- | ------------- |
| 2010          | 1             | 0             |
| Всього        | 1             | 0             |

## Стиль гри
Може грати у якості як лівого, так і центрального захисника. Робоча нога — ліва.

## Досягнення
- Чемпіон Сербії (5): 2009/10, 2010/11, 2011/12, 2012/13, 2014/15
- Володар Кубка Сербії (1): 2010/11
- Володар Кубка Азербайджану (1): 2018/19
- Чемпіон Азербайджану (1): 2020/21